# Хачатрян, Аршак Рубени
Аршак Рубени Хачатрян (арм. Արշակ Ռուբենի Խաչատրյան; род. 25 мая 1924, Эривань) — армянский врач, заслуженный врач Нахичеванской АССР, подполковник медицинской службы. Член КПСС с 1958 года.

## Биография
Родился в 1924 году в Эривани. В 1940 году он окончил ереванскую среднюю школу № 3 и поступил в Ереванский медицинский институт. В 1944 году, после окончания университета, был призван в армию. Он продолжал свою военную службу до 1973 года. Участвовал в Великой Отечественной войне. В качестве младшего врача стрелкового полка в воинских частях Третьего Украинского фронта помогал раненым во время боев за освобождение Югославии и Венгрии и оккупацию Австрии. Он дважды был ранен, но продолжал свою работу. После войны продолжил военную службу, несколько раз проходил профессиональную подготовку и получил квалификацию в области урологии, дерматологии и терапии. В 1973 году демобилизовался из армии и был назначен главным врачом Поликлиники №10 в Ереване.
Награжден 20 правительственными наградами, знаком «Отличнику здравоохранения СССР» и званием заслуженного врача Нахичеванской АССР.